# Melendugno
Melendugno község (comune) Olaszország Puglia régiójában, Lecce megyében.

## Fekvése
A Salentói-félsziget déli részén fekszik, Leccétől délkeletre.

## Története
Az első erődített települést az i.e. 15-11. században alapították ezen a területen. A messzápok az i.e. 4-3. században Thuria Sallentina néven újraalapították. A rómaiak az i.e. 3. században meghódították. A Nyugat-római Birodalom bukásával a település is elnéptelenedett. A 14. században építették újra erődjét Roca néven, de 1480-ban az otrantói herceg csapatai elpusztították. Roca Vecchia elpusztítása után a lakosok kicsivel távolabb megalapították Roca Nuovát, a mai település központját. A következő századokban hűbérbirtok volt. 1806-ban vált önállóvá, amikor a Nápolyi Királyságban felszámolták a feudalizmust.

## Népessége
A népesség számának alakulása:

## Főbb látnivalói
- Santa Maria Assunta-templom (16. század)
- San Niceta-apátság (12. század)
- Santa Maria dell’Immacolata-templom (17. század)
- Palazzo Baronale D’Amely (17. század)
- tengerparti őrtornyok
- Roca Vecchia romjai